# Porto Alegre Challenger 1982
Il Porto Alegre Challenger 1982 è stato un torneo di tennis facente parte della categoria ATP Challenger Series nell'ambito dell'ATP Challenger Series 1982. Il torneo si è giocato a Porto Alegre in Brasile dal 2 all'8 agosto 1982 su campi in terra rossa.

## Vincitori

### Singolare
Dominique Bedel ha battuto in finale  Cássio Motta con il punteggio di 6–2, 3–6, 7–6

### Doppio
Givaldo Barbosa /  Ricardo Ycaza hanno battuto in finale  Rocky Royer /  Magnus Tideman con il punteggio di 6–3, 6–4